# التنين (مسلسل)
التنين، سيت كوم مصري عرض في رمضان 1433هـ/2012م.

## قصة المسلسل
شاب من الطبقة الفقيرة تضطره ظروف عمله للانتقال إلى حي المعادي الراقي، فتحدث العديد من المفارقات.

## الممثلون
- أحمد الفيشاوي
- شيرين
- راندا البحيري
- لطفي لبيب
- مظهر أبو النجا
- ميمي جمال
- سليمان عيد
- آمال رمزي
- أنعام سالوسة
- نبيل الهجرسي
- منير مكرم
- عهدي صادق
- حسين المملوك
- سارة عبد الرحمن
- محمد عادل
- مصطفى عباس